# Fillan
Fillan es una localidad de la provincia de Trøndelag en la región de Trøndelag, Noruega. A 1 de enero de 2017 tenía una población estimada de 1038 habitantes.
Se ubica en la parte central del país, en la isla de Hitra, cerca del fiordo de Trondheim y de la costa del mar de Noruega. 